# Schweizer Badmintonmeisterschaft 1997
Die Schweizer Badmintonmeisterschaft 1997 fand vom 1. bis zum 2. Februar 1997 in Bern statt. Es war die 43. Auflage der nationalen Titelkämpfe im Badminton in der Schweiz.

## Medaillengewinner
| Disziplin    | Gold                           | Silber                                   | Bronze                             |
| ------------ | ------------------------------ | ---------------------------------------- | ---------------------------------- |
| Herreneinzel | Thomas Wapp                    | Morten Bundgaard                         | Christian Nyffenegger              |
| Herreneinzel | Thomas Wapp                    | Morten Bundgaard                         | Rémy Matthey de l’Etang            |
| Dameneinzel  | Santi Wibowo                   | Bettina Villars                          | Yvonne Naef                        |
| Dameneinzel  | Santi Wibowo                   | Bettina Villars                          | Judith Baumeyer                    |
| Herrendoppel | Thomas Wapp Stephan Wapp       | Morten Bundgaard Rémy Matthey de l’Etang | Markus Hegar Christian Nyffenegger |
| Herrendoppel | Thomas Wapp Stephan Wapp       | Morten Bundgaard Rémy Matthey de l’Etang | Markus Arnet Hubert Müller         |
| Damendoppel  | Fabienne Baumeyer Shefali Rolf | Sylvie Crippa-Gödel Santi Wibowo         | Rita Bammert Marlis Buni           |
| Damendoppel  | Fabienne Baumeyer Shefali Rolf | Sylvie Crippa-Gödel Santi Wibowo         | Judith Baumeyer Yvonne Naef        |
| Mixed        | Stephan Wapp Santi Wibowo      | Stephan Dietrich Bettina Villars         | Philipp Kurz Yvonne Naef           |
| Mixed        | Stephan Wapp Santi Wibowo      | Stephan Dietrich Bettina Villars         | Jon Lindholm Fabienne Baumeyer     |